# Lavirint
Lavirint è l'ottavo album dei Van Gogh, un gruppo rock serbo molto famoso ed apprezzato nei Balcani.

## Tracce
1. Lavirint - 1:27
2. Nek' te telo nosi - 4:01
3. Tik - tak - 3:07
4. Pipi - 5:16
5. Aerodrom - 2:54
6. Lepa žena - 4:23
7. Kidaš moj svet - 3:39
8. Rođendan - 3:38
9. Meni nije ni do čega - 4:12
10. Ona i ja - 4:02
11. Kad znam da ne voliš me - 3:54

## Extra
È disponibile anche una versione del disco con in allegato un DVD. Il contenuto del disco sono alcuni video ufficiali dell'album, il video del live della canzone Tik - tak, la recensione del disco e il video che mostra come hanno girato il video per la canzone Nek' te telo nosi.